# Sza’ul Mofaz
Sza’ul Mofaz (hebr. שאול מופז, ur. 4 listopada 1948 w Teheranie) – izraelski polityk i wojskowy. Szesnasty szef sztabu generalnego (raw alluf), członek Knesetu, minister i wicepremier.
Mofaz pełnił swe funkcje pod trzema premierami – mianował go Binjamin Netanjahu w 1998, później zastąpił go Ehud Barak, a w 2002 na stanowisko ministra obrony powołał go Ariel Szaron.

## Życiorys
Urodzony w Iranie Mofaz wyemigrował z rodzicami do Izraela w 1957. Po ukończeniu szkoły średniej wstąpił do armii w 1966 i służył m.in. w elitarnej jednostce piechoty Sajjeret Matkal. Uczestniczył w wojnie sześciodniowej, wojnie Jom Kipur, konflikcie w Libanie i operacji wyzwolenia porwanych przez terrorystów pasażerów samolotu w Entebbe (operacja „Piorun”).
Był dowódcą brygady piechoty podczas konfliktu w Libanie w 1982. Potem ukończył szkołę US Marine Corps w Quantico w Wirginii. Po powrocie został mianowany szefem szkoły oficerskiej. Wrócił jednak do czynnej służby w 1986.
Osiągnął stopień generała brygady w 1988. W 1993 został dowódcą sił armii izraelskiej na Zachodnim Brzegu. W 1994 został generałem-majorem i dowódcą południowych oddziałów armii. W 1997 został wiceszefem, a w 1998 szefem sztabu generalnego. Był pierwszym Żydem o irańskich korzeniach, który zajmował to stanowisko.
Na okres jego kadencji przypada czas modernizacji i reform w izraelskiej armii, ale również takich wydarzeń jak druga intifada. Pomimo wsparcia opinii publicznej w Izraelu, jego poczynania były krytykowane na całym świecie. Chodzi tutaj głównie o głośne sprawy ofensywy w Dżaninie, odwetów w Strefie Gazy i izolacji Jasira Arafata. W związku z powyższym zaczęła narastać wewnętrzna krytyka, zwłaszcza stosowana przez grupy lewicowe (sprzeciwiali się zwłaszcza niszczeniu palestyńskich domów przez wojskowe buldożery).
W 2000, w wyniku kryzysu gabinetowego, Mofaz został mianowany przez Ariela Szarona ministrem obrony.
Po odejściu z armii, Mofaz przyłączył się do partii Likud. Pomimo tego, iż wspierał ideę porozumienia z Palestyńczykami, opowiadał się także za „zlikwidowaniem” Arafata i otwartą walką z organizacjami takimi jak Hamas, Islamski Dżihad i Brygady Męczenników Al-Aksa.
21 listopada 2005 Mofaz odmówił Szaronowi przyłączenia się do tworzonej przez niego partii Kadima i obwieścił kandydowanie na lidera Likudu. Jednakże 11 grudnia 2005 zmienił zdanie i wstąpił w szeregi Kadimy.
Po wyborach z 28 marca 2006 dostał się do siedemnastego Knesetu, a Kadima wygrała wybory. Ugrupowanie Olmerta pragnęło zachować dla siebie takie resorty jak finansów czy skarbu, tak więc miejsce Mofaza zajął Amir Perec z Partii Pracy, wchodzącej w skład koalicji rządowej. W zamian za to Mofaz otrzymał tekę ministra transportu i stanowiska wicepremiera.
30 lipca 2008 premier Olmert zakomunikował, że nie będzie się ubiegał o kolejną kadencję na stanowisku przewodniczącego partii. Swoje kandydatury w wewnątrzpartyjnych wyborach, zgłosili za to: Cippi Liwni, Sza’ul Mofaz, Awi Dichter i Me’ir Szitrit. 17 września 2008 nową przewodniczącą partii została wybrana Liwni, która otrzymała 43,1 proc. głosów. Drugi był Mofaz, który zapewnił sobie 42 proc. głosów. W wewnątrzpatyjnych wyborach wzięło udział 55 proc. członków partii, a Liwni zwyciężyła przewagą tylko 431 głosów (1,1 proc.). Po tej porażce Mofaz oświadczył, że wycofuje się z polityki. Stwierdził, że nie chce otrzymać stanowiska ministerialnego w nowym rządzie, choć zdecydował się zachować mandat deputowanego do Knesetu oraz członkostwo w partii.